# Ґаррі Герберт
Ґаррі Герберт (англ. Garry Herbert; нар. 3 жовтня 1969, Лондон, Велика Британія) — британський веслувальник, олімпійський чемпіон.

## Виступи на Олімпіадах
| Олімпіада      | Дисципліна                     | Місце |
| -------------- | ------------------------------ | ----- |
| Барселона 1992 | двійка розстібна зі стерновим  | 1     |
| Атланта 1996   | вісімка розстібна зі стерновим | 8     |